# Salvatore De Simone
Salvatore Marco De Simone (Rossano, 20 aprile 1914 – 27 luglio 1994) è stato un politico italiano.

## Biografia
Esponente calabrese del Partito Comunista Italiano, è stato partigiano nella città di Firenze. Candidato alle elezioni politiche del 1958, inizialmente non è stato eletto, dappresso nel febbraio 1961 è subentrato in Parlamento al senatore Francesco Primerano, deceduto durante il mandato. Resta a Palazzo Madama fino al 1963. E'stato Consigliere regionale, consigliere comunale e Sindaco della città di Rossano nel 1975.